# Jan Krysiński

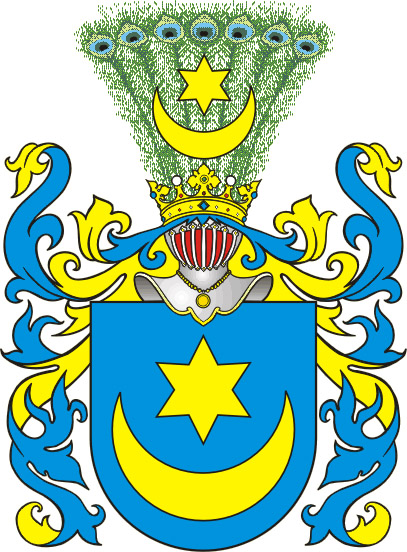
Blason Leliwa

Jan Krysiński herbu Leliwa (Jan Krysiński des armoiries Leliwa), né à Varsovie en 1770 et mort dans la même ville en 1837, frère du député Dominik Krysiński et du général Franciszek Ksawery Krysiński, est un général de brigade polonais ayant pris part à l’insurrection polonaise de novembre 1830.

## Biographie
Jan Krysiński est issu d’une famille d'origine juive qui s’illustra pendant la controverse frankiste et qui se convertit au catholicisme au milieu du XVIIIe siècle.
Il fait ses études au prestigieux Collegium Nobilium, fondé en 1740 et dirigé par des moines Piaristes (il s'est ensuite fondu dans l'Université de Varsovie, établie en 1816 et fermée par les Russes après le soulèvement de novembre 1830). Jan Krysiński entre dans l’armée en 1791 dans le corps des ingénieurs de la Couronne. En 1792, il participe à la guerre pour la défense de la Constitution contre l’intervention russe qui aboutit au deuxième partage de la Pologne.
Il est anobli en 1793.
L’année suivante, il participe aux côtés de Tadeusz Kościuszko au soulèvement contre la Russie de 1794.
Peu de temps après, il sert en Italie dans l'armée napoléonienne dans les légions polonaises formés par Dąbrowski.
Le 2 mars 1807, il est capitaine d'artillerie dans la légion Poniatowski. Le 15 avril de la même année, il est nommé commandant. Puis il rejoint l'armée du Duché de Varsovie nouvellement créé. Major du régiment d’artillerie à cheval le 25 janvier 1809, il participe aux combats qui brisent l’offensive autrichienne contre le Duché (guerre de la Cinquième Coalition).
Il prend part ensuite à la campagne de Russie avec le Ve corps d'Armée polonais comme commandant en second du régiment d'artillerie à cheval et on le retrouve à Moscou en 1812.
En 1813, sous les ordres du général hollandais Daendels, le major Krysiński est le chef de l'artillerie de la forteresse de Modlin, près de Varsovie, qu'il défend pendant dix mois (du 5 février au 1er décembre) contre les troupes russes du général Paskevitch.
En 1815, il intègre l’armée du Royaume du Congrès avec le grade de colonel et commande une brigade d’artillerie. Dans les années 1820-1830, il est le chef de la Direction de la comptabilité de l'artillerie.

Emblème des insurgés de 1830

Après le déclenchement de l’Insurrection de Novembre, il participe aux travaux de fortification de Varsovie et prend le commandement de la forteresse de Zamość le 7 février 1831. Par décret gouvernemental en date du 23 avril 1831, il est ensuite promu général de brigade. Le siège de Zamość permettra à Krysiński de montrer ses talents. Coupée de ses sources d'approvisionnement et de toutes communications avec le reste de la Pologne, Zamość fut le dernier point de résistance des insurgés en Pologne. Le général Krysiński, après une défense acharnée, ne rendra en effet la forteresse aux Russes que le 22 octobre 1831, avec les honneurs de la guerre. La convention passée avec les Russes prévoyait notamment que tous les défenseurs pourraient rentrer librement dans leurs foyers. Les Russes ne respecteront pas ces conditions auxquelles ils avaient eux-mêmes adhéré et conduiront sous bonne garde le général Krysiński à Varsovie où il comparaîtra devant le nouveau commandant des forces russes de l'armée du Congrès, le maréchal Paskevitch.
Le poète Franciszek Kowalski, qui a participé à la défense de la forteresse comme sous-lieutenant, consacrera à la défense de la forteresse l'une de ses œuvres, Requiem.
Sa participation à l’insurrection n’aura toutefois pas de conséquences ultérieures sur sa vie personnelle. Après l'échec du soulèvement, Jan Krysiński retourna vivre à Varsovie où il mourut le 18 juillet 1837, et fut enterré dans le caveau familial.
Il fut membre de la loge maçonnique du Temple d'Isis à Cracovie dans les années 1811-1812.
Il fut décoré de la médaille de la Vertu militaire et de l'Ordre de Sainte-Anne de 2e classe.

## Distinctions
- Virtuti Militari (polonais)
- Ordre de Sainte-Anne de 2e classe